# Organização das Cidades Brasileiras Patrimônio Mundial

A Organização das Cidades Brasileiras Patrimônio Mundial (OCBPM) é uma associação que reúne cidades brasileiras que possuem sítios culturais, naturais ou misto inscritos na Lista do Patrimônio Mundial da UNESCO. A OCBPM foi fundada em 2005 e tem como objetivo promover a preservação, gestão e promoção dos sítios do Patrimônio Mundial no Brasil, além de estimular o turismo cultural e sustentável nas cidades associadas.
A UNESCO (Organização das Nações Unidas para a Educação, a Ciência e a Cultura) mantém uma lista de sítios do patrimônio mundial, que são locais considerados de grande importância cultural e natural para a humanidade. Esses locais são selecionados com base em critérios rigorosos, como sua importância para a história, arqueologia, ciência, arte, ecologia e outros aspectos. Atualmente, o Brasil conta com 23 sítios inscritos na lista de patrimônio mundial da UNESCO, incluindo cidades históricas, parques nacionais, reservas naturais e outros locais de grande valor cultural e ambiental.
As cidades associadas à OCBPM realizam regularmente reuniões, congressos e outras atividades para discutir questões relacionadas à preservação, gestão e promoção dos sítios do patrimônio mundial. A organização também trabalha em conjunto com outras entidades governamentais e não governamentais para proteger e valorizar o patrimônio cultural e natural do Brasil, bem como para fomentar o turismo cultural e sustentável nessas cidades.

http://ocbpm.org.br/ http://portal.iphan.gov.br/pagina/detalhes/29 https://pt.unesco.org/fieldoffice/brasilia/expertise/world-heritage-brazil